# Casa a la plaça Major, 5 (Roda de Ter)
La casa a la plaça Major, 5 és un edifici de Roda de Ter (Osona) inclòs a l'Inventari del Patrimoni Arquitectònic de Catalunya.

## Descripció
Casa entre mitgeres de la qual destaca la part superior. Els brancals motllurats dels dos balcons del segon pis s'uneixen a una cornisa que va de cap a cap de la façana. Sobre la cornisa s'hi recolzen les motllures dels brancals de les tres obertures de testera recta, geminades i apaïsades, situades sota teulada. Aquestes motllures acaben formant unes mènsules que sostenen una cornisa. La façana acaba amb una barbacana de balustres de pedra.

## Història
Durant els segles XVII-XIX, amb la industrialització, hi hagué un important augment demogràfic i es construïren la majoria d'habitatges del nucli antic de Roda. Bàsicament totes segueixen una estructura molt simple que ha evolucionat a partir de dues parets unides per un embigat. Generalment són de dos pisos i planta baixa destinada a botiga o taller (segle XVII-XVIII). Durant els segles xix i xx es modificà la seva estructura interior al passar de ser habitatges unifamiliars a plurifamiliars. Moltes de les cases de Roda han seguit aquesta evolució.